# 密毛大瓣芹
密毛大瓣芹（学名：Semenovia pimpiralloides）為伞形科大瓣芹属植物。分布于俄罗斯、中国新疆等地，生长于海拔3,000米的地区，见于高山地带干旱的砾石质山坡，目前尚未由人工引种栽培。

## 异名
- Platytaenia pimpinelloides (Nevski) Manden.